# Ljudska univerza Koper
Ljudska univerza Koper je ljudska univerza s sedežem na Cankarjevi 33 (Koper); ustanovljena je bila leta 1953.